# Christian Kölling

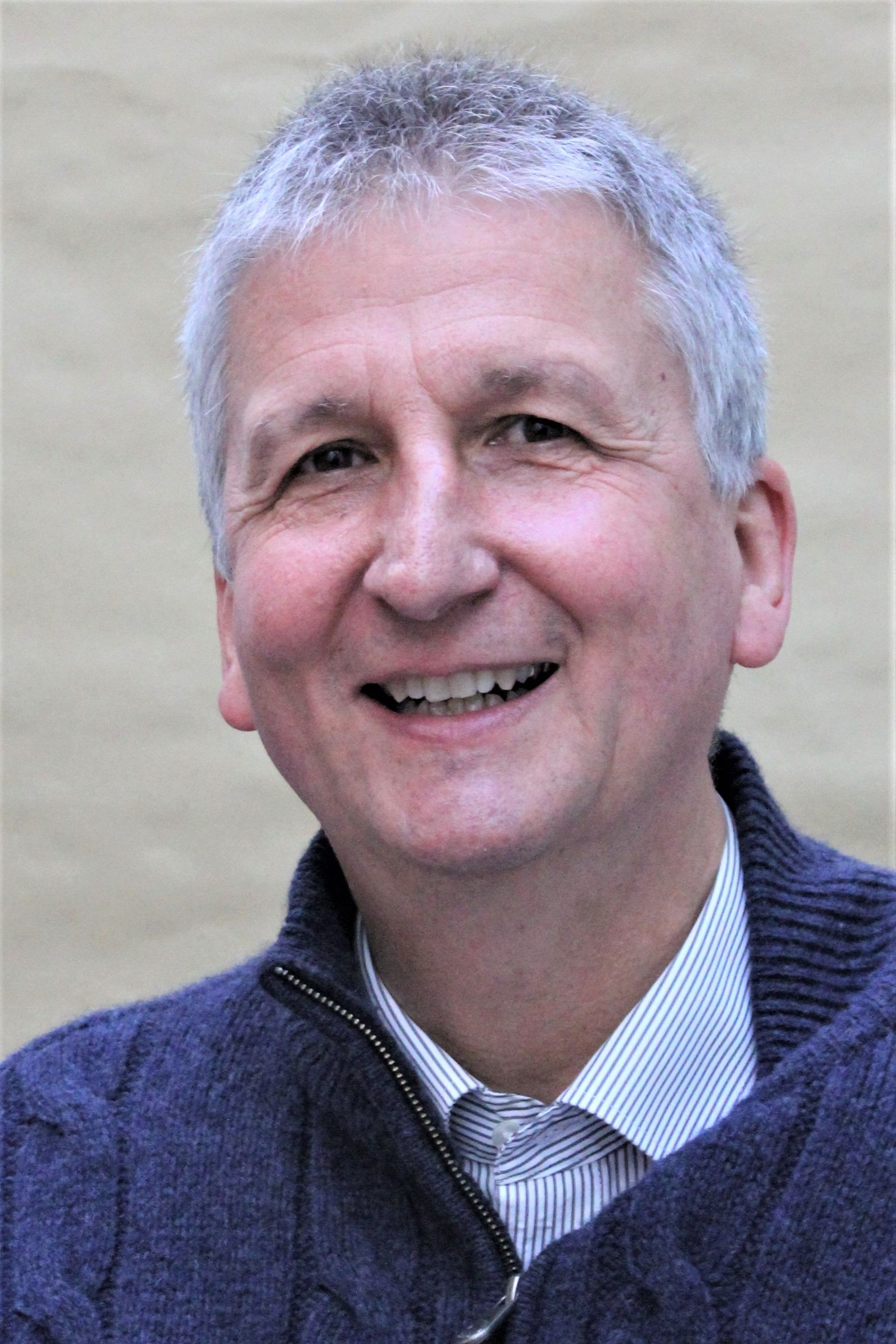
Christian Kölling (2018)

Christian Kölling (* 17. Januar 1960 in Bad Oeynhausen) ist ein deutscher promovierter Forstwissenschaftler, Förster und Autor.

## Leben und Wirken
Christian Kölling studierte von 1982 bis 1987 Forstwissenschaft in München und promovierte 1993 über ein bodenkundliches Thema. Seit 1987 ist er Forstbeamter in der Bayerischen Forstverwaltung. Zunächst arbeitete er als Wissenschaftler an der Bayerischen Landesanstalt für Wald und Forstwirtschaft in Freising, später, ab 2015, als Leiter des Bereichs Forsten an verschiedenen Behörden in Mittelfranken.
Am Anfang standen bei Christian Kölling noch die Waldschäden durch den sauren Regen im Vordergrund. Seit 2003 beschäftigt er sich mit dem Thema „Wälder im Klimawandel“. Seine wissenschaftlichen Arbeiten und populärwissenschaftlichen Texte handeln von den Problemen, die ein rascher und starker Klimawandel für ortsfeste, langlebige und der Witterung unmittelbar ausgesetzte Wälder mit sich bringt.
Geraten an ein kühleres Klima gewöhnte Baumarten unter für sie neue, wärmere Klimabedingungen, ist ihre natürliche Anpassungsfähigkeit in vielen Fällen nach einer gewissen Zeit erschöpft, und erste Schäden treten auf. Um diesen Anpassungsproblemen zu begegnen, reichert man die bestehenden Wälder mit Baumarten aus so genannten Zwillingsregionen an, so das von Kölling favorisierte und in Nordamerika entwickelte Verfahren der Unterstützten Wanderung, Assisted Migration. Zwillings- oder Analogregionen sind Regionen, deren jetziges Klima dem Zukunftsklima hier bei uns ähnlich ist. Die in den Zwillingsregionen unter südlichen und wärmeren Bedingungen vorkommenden Baumarten gelangen mit Hilfe des Verfahrens der Unterstützten Wanderung aus der Ferne in unsere Wälder, wo sie die vorhandenen Wälder anreichern und stabilisieren sollen. Die beiden Verfahren der Unterstützten Wanderung und der Bedachten Anreicherung beabsichtigen behutsame und naturnahe, aber dennoch wirksame Eingriffe in die Artenstruktur der bestehenden Wälder, um deren Widerstandsfähigkeit gegenüber einem neuen Klima zu erhöhen. Mit der gezielten Pflanzung von Baumarten, die das neue Klima bereits aus ihrer südlichen Heimat kennen, wird der natürliche Prozess der Vegetationswanderung nachgeahmt, überhaupt ermöglicht und erheblich beschleunigt.

## Veröffentlichungen (Auswahl)
- Mit T. Mette: Wälder im Klimawandel – Neues Klima erfordert neue Baumarten. In: K. Berr und C. Jenal (Hrsg.): Wald in der Vielfalt möglicher Perspektiven, Raum-Fragen: Stadt – Region – Landschaft, Springer VS Verlag 2022, S. 145–158.[5]
- Mit H. Walentowski, A. Fischer, W. Türk, A. Rumpel, J. Ewald: Handbuch der natürlichen Waldgesellschaften Bayerns. Ein auf geobotanischer Grundlage entwickelter Leitfaden für die Praxis in Forstwirtschaft und Naturschutz. Verlag Geobotanica, Freising, 4. Auflage (2020), ISBN 978-3-930560-05-9
- Wälder in Bewegung. Eine Reise durch hundert Jahre Wald- und Klimazukunft. oekom-Verlag, München (2024), ISBN 978-3-98726-104-6
- Neues Klima erfordert neue Wälder (researchgate.net) (PDF)
- Das Nelderrad als sparsames und wirksames Pflanzschema (2020) (researchgate.net) (PDF)
- Klima und Wälder in Bewegung. (2024, PDF)
- C. Kölling und J. Hamberger: Unterstutzte Wanderung. Ein Konzept mit großem Potenzial fur die Klimawandelanpassung im Wald. Forstlicher Forschungsbericht München 225 (2024, PDF)